# دوخوبور

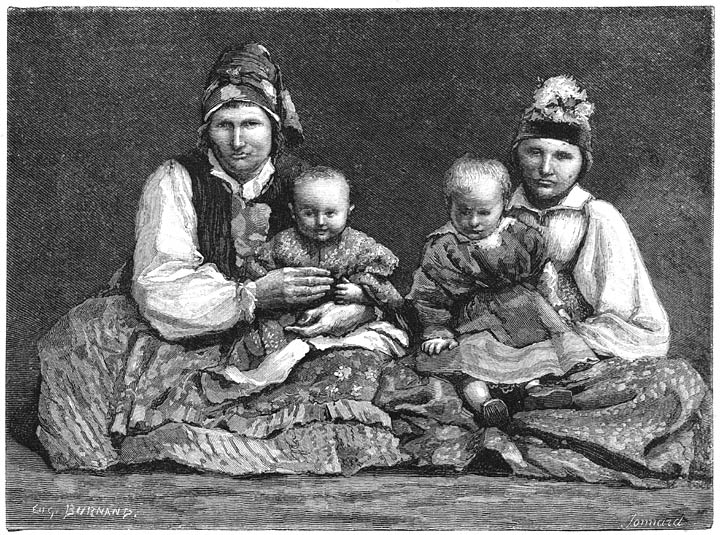
امرأة من الدوخوبور عام 1887

الدوخوبور (بالروسية: Духоборы؛ المعنى الحرفي: «روح المحاربين/ المصارعين») هم مجموعة دينية روحانية مسيحية ذات أصلٍ روسي. وتعتبر هذه المجموعة واحدةً من بين العديد من الأديان الإثنية المذهبية غير الأرثوذكسية في روسيا، وغالبًا ما يُصنّف معتنقوها على أنهم «بروتستانت شعبيون» أو مسيحيون روحيّون أو طائفيون أو مُهرطقون. يجري تمييزهم على أنهم دعاة سلامٍ عاشوا في قُراهم، ورفضوا المادية الشخصية وعملوا سويّةً وطوّروا تقاليد التاريخ الشفوي وحفظوا وغنّوا التراتيل والآيات. قبل عام 1886، كان لديهم سلسلة من القادة المنفردين.
ليس مؤكّدًا أصل الدوخوبور. تعود أولى السجلات المكتوبة لهم إلى عام 1701، على الرغم من أن بعض العلماء يشتبهون في وجود أصلٍ أقدم.
رفضوا الكهنوت الروسي الأرثوذكسي، واستخدام الأيقونات وجميع الطقوس الكنيسة المرتبطة بها. لقد توصّلوا إلى الاعتقاد بأن الإنجيل وحده لم يكن كافيًا للوصول إلى الوحي الإلهي، وأن الصراعات الفقهية يمكن أن تتداخل مع دينهم. كان هدفهم هو استيعاب روح الله الحيّة حتى تتكشّف روح الله داخل كل فرد. تتجلّى تعاليم الإنجيل في بعض مزامير دوخوبور المنشورة والترانيم والمعتقدات. وهم يعتمدون على خصال الله، كما صوّرها السيد المسيح، لإرشاد دينهم كسفراء الله المسالمين.

## تاريخهم

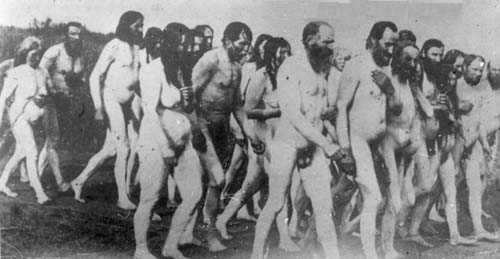
الدوخوبور "يتظاهرون عراة لأجل المسيح" في كندا عام 1903.

في الإمبراطورية الروسية في القرنين السابع عشر والثامن عشر، إيمانًا منهم بوجود الله داخل كل إنسان، خلُص هؤلاء الناس إلى أن رجال الدين والطقوس الرسمية لا لزوم لهما. لقد رفضوا الحكومة العلمانية، والقساوسة الأرثوذكس الروس والأيقونات وجميع طقوس الكنيسة، وآمنوا بأن الكتاب المقدّس هو المصدر الأعلى للوحي الإلهي. لقد آمنوا بألوهية يسوع. ممارساتهم وتأكيدهم على التفسير الفردي بالإضافة إلى مناهضة الحكومة والكنيسة، أثارت عداء الحكومة والكنيسة الأرثوذكسية الروسية التي كانت قائمة. في عام 1734، أصدرت الحكومة مرسومًا ضد الثوّار (ikonobortsy) يُدينهم باعتبارهم محاربي أيقونات.
كان سيلفان كوليسنيكوف (بالروسية: Силуан Колесников) أوّل زعيمٍ معروف لدوخوبور، ونشط من عام 1755 إلى عام 1775. وُلد في قرية نيكولسكوي بمحافظة يكاترينوسلاف في ما يعرف اليوم بجنوب وسط أوكرانيا. كان يعتقد أنه شخصٌ واسع الاطلاع، وعلى درايةٍ بأعمال الصوفيين الغربيين مثل كارل فون إيكارتزهاوزن ولويس كلود دي سان مارتن.
أطلق الدوخوبور الأوائل على أنفسهم لقب «شعب الله» أو ببساطة «المسيحيون». يُعتقد أن اسمهم الحديث، الأول من نوعه في دوخابورتسي (بالروسية: Духоборцы، دوخابورتسي، أي «مصارعو الروح») قد أطلقه أمبروسيوس، رئيس أساقفة يكاترينوسلاف أو سلفه، نيكيفور (نيكيفوروس ثيوتوكيس) لأوّل مرّة في عام 1785 أو 1786.
كانت نيّة رئيس الأساقفة هي السخرية منهم بوصفهم بالزنادقة الذين يحاربون الروح القدس (بالروسية: Святой Дух، Svyatoy Dukh)؛ لكن في وقتٍ لاحق (حوالي بداية القرن التاسع عشر، وفقًا لوكالة إس. إيه. إنيكوفا)، كان المنشقون عادةً ما يختارون اسمًا، أكثر اختصارًا، دوخوبوري (بالروسية: Духобор ،Dukhobory)، مما يعني ضمنًا أنهم لا يقاتلون ضد، بل يقاتلون جنبًا إلى جنب مع الروح.
كما هو الحال لدى دعاة السلام، رفض الدوخوبور بحماسٍ المؤسّسات العسكرية والحروب. لهذه الأسباب، مُورس القمع بقسوة على الدوخوبور في الإمبراطورية الروسية. تورّطت كل من الدولة القيصرية وسلطات الكنيسة في اضطهاد هؤلاء المُنشقين، فضلًا عن سلبهم لحرّيّاتهم الطبيعية.
عُرف أوّل استخدامٍ للتهجئة «دوخوبور» من خلال مرسومٍ حكومي صدر عام 1799، إذ نُفي 90 منهم إلى فنلندا (من المفترض أن تكون منطقة فيبورغ، إذ كانت جزءًا من الإمبراطورية الروسية في ذلك الوقت) بسبب الدعاية المناهضة للحرب التي روّجوا لها في ذلك الوقت.
في عام 1802، شجع الإمبراطور ألكسندر الأوّل إعادة توطين الأقليات الدينية فيما يُعرف اليوم باسم «مياه درب التبانة» (Molochnye Vody): المنطقة المحيطة بنهر مولوخنايا (حول ميليتوبول في جنوب أوكرانيا اليوم). كان الدافع وراء ذلك هو الرغبة في توطين أراضي السهوب الغنية المُطلّة على الشاطئ الشمالي للبحر الأسود وبحر آزوف بسرعة، ومنع «الهراطقة» من تلويث أذهان سكان قلب الأرض بأفكارهم. وافق العديد من الدوخوبور، وكذلك المينونايت من بروسيا، على عرض الإمبراطور، بالقدوم إلى مولوشنايا من مختلف مقاطعات الإمبراطورية على مدار العشرين عامًا القادمة.